# Distichona atrophopoda
Distichona atrophopoda är en tvåvingeart som först beskrevs av Townsend 1919.  Distichona atrophopoda ingår i släktet Distichona och familjen parasitflugor.
Artens utbredningsområde är Arizona. Inga underarter finns listade i Catalogue of Life.